# Cmentarz żydowski w Łęcznej

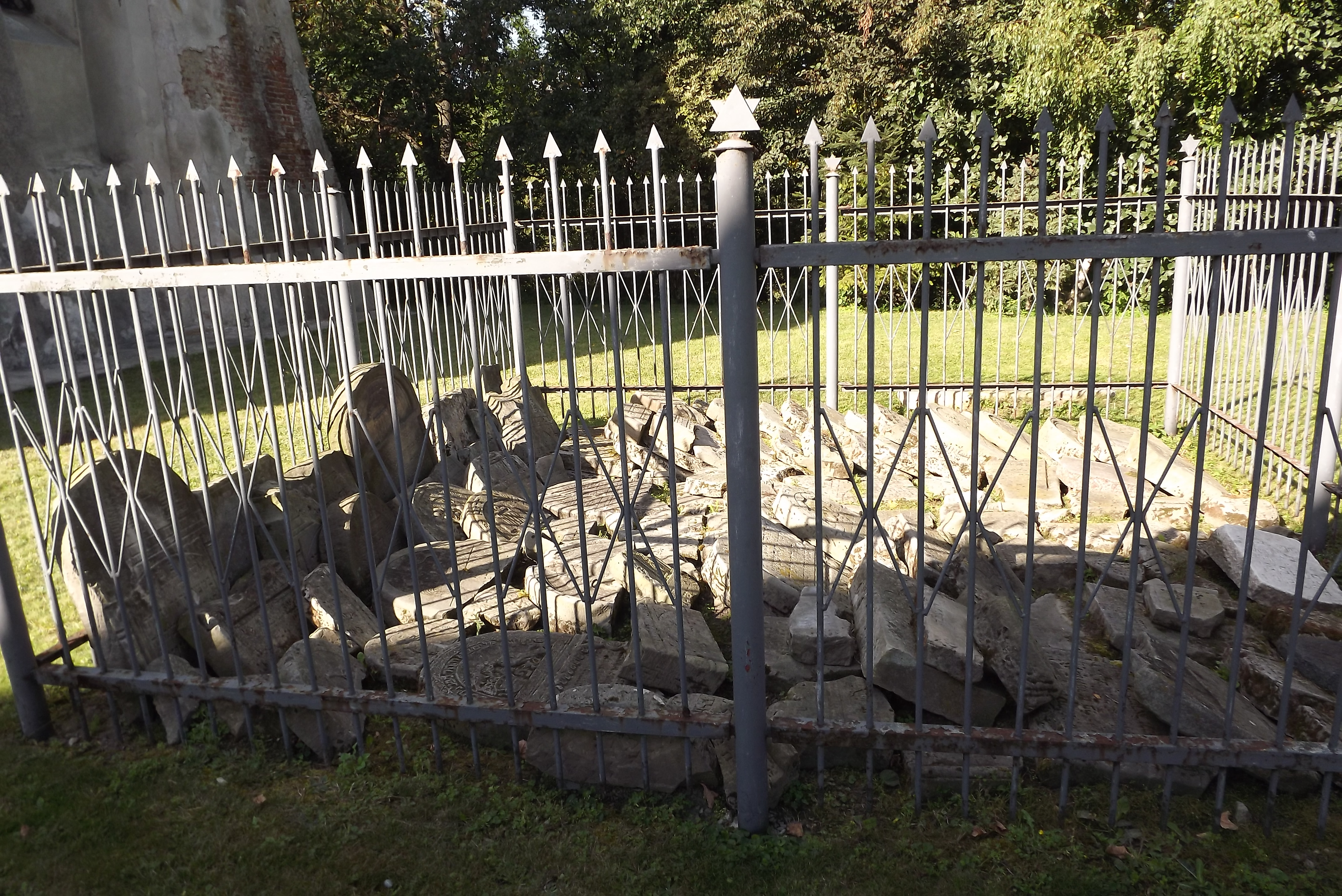
Macewy z cmentarza przy synagodze

Cmentarz żydowski w Łęcznej – został założony w XVI wieku. Ma powierzchnię 1,1 ha. Jest ogrodzony siatką. Do naszych czasów nie zachowały się na nim żadne nagrobki. W ostatnich latach odbudowano ohel cadyka. Odzyskane macewy można oglądać w zebrane w pobliżu synagogi.